# Legittimario
Sono legittimari quei membri della famiglia del de cuius cui la legge riserva una quota del patrimonio del defunto, detta appunto quota di legittima o di riserva.
La quota di riserva si contrappone alla cosiddetta quota disponibile o "disponibile", cioè la quota del patrimonio di cui ciascun soggetto può liberamente disporre per testamento.
Sono legittimari: il coniuge, i figli e, in assenza dei figli, gli ascendenti. È da evidenziare che i fratelli non fanno parte della categoria dei legittimari.
La quota di riserva e, conseguentemente, la disponibile variano a seconda del numero e dell'eventuale concorso dei legittimari, secondo quanto previsto dal codice civile artt. 536 e ss. (sistema cosiddetto della "quota mobile").
Per determinare l'ammontare complessivo del patrimonio ereditario, sul quale verrà calcolata la quota di legittima, nonché la quota disponibile, ci si deve avvalere dei criteri forniti dall'art. 556 c.c.
Si deve in primo luogo formare la massa di tutti i beni che appartenevano al defunto al momento della sua morte (relictum), cui devono essere detratti i debiti che costituiscono il passivo ereditario, per poi ulteriormente aggiungervi, tramite la cosiddetta riunione fittizia, i beni di cui il defunto abbia disposto in vita a titolo di donazione (donatum).
In sintesi, calcolando il patrimonio del defunto con la formula "relictum più donatum meno debiti", si giungerà a conoscere l'ammontare generale del cosiddetto asse ereditario, in base al quale dovranno essere calcolate le porzioni della quota disponibile e della o delle quote di riserva.